# Vulcani di fango di Buzău

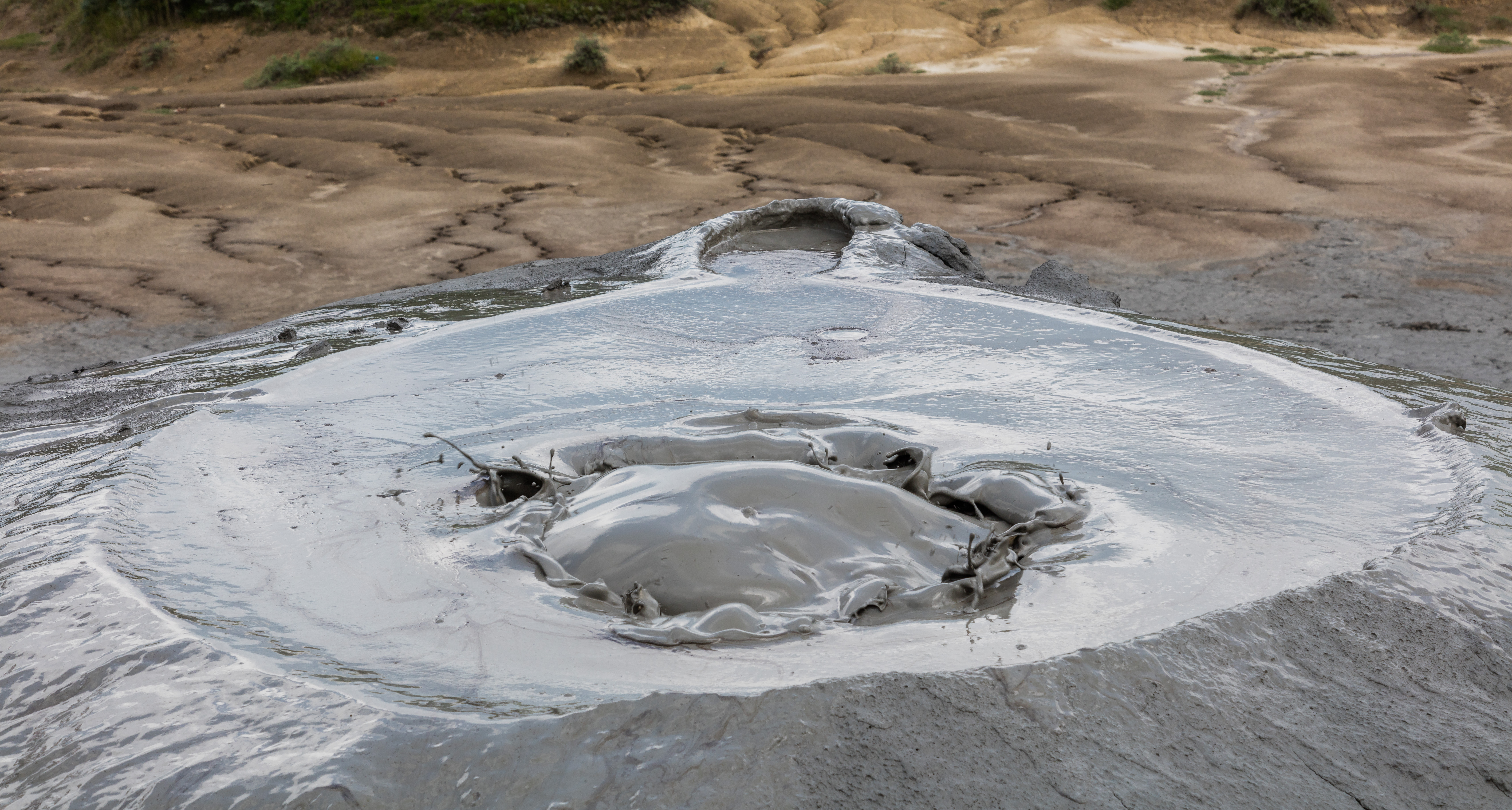
Il più grosso vulcano di fango della zona

I vulcani di fango di Buzău (romeno: Vulcanii Noroioși de la Pâclele Mici) sono una riserva botanica e geologica situata nel comune di Scorțoasa nei pressi di Berca in Romania. La sua caratteristica più spettacolare sono i vulcani di fango, piccole strutture generalmente alte pochi metri a forma di vulcano, causate dall'eruzione di fango e gas naturali.

## Il fenomeno geologico

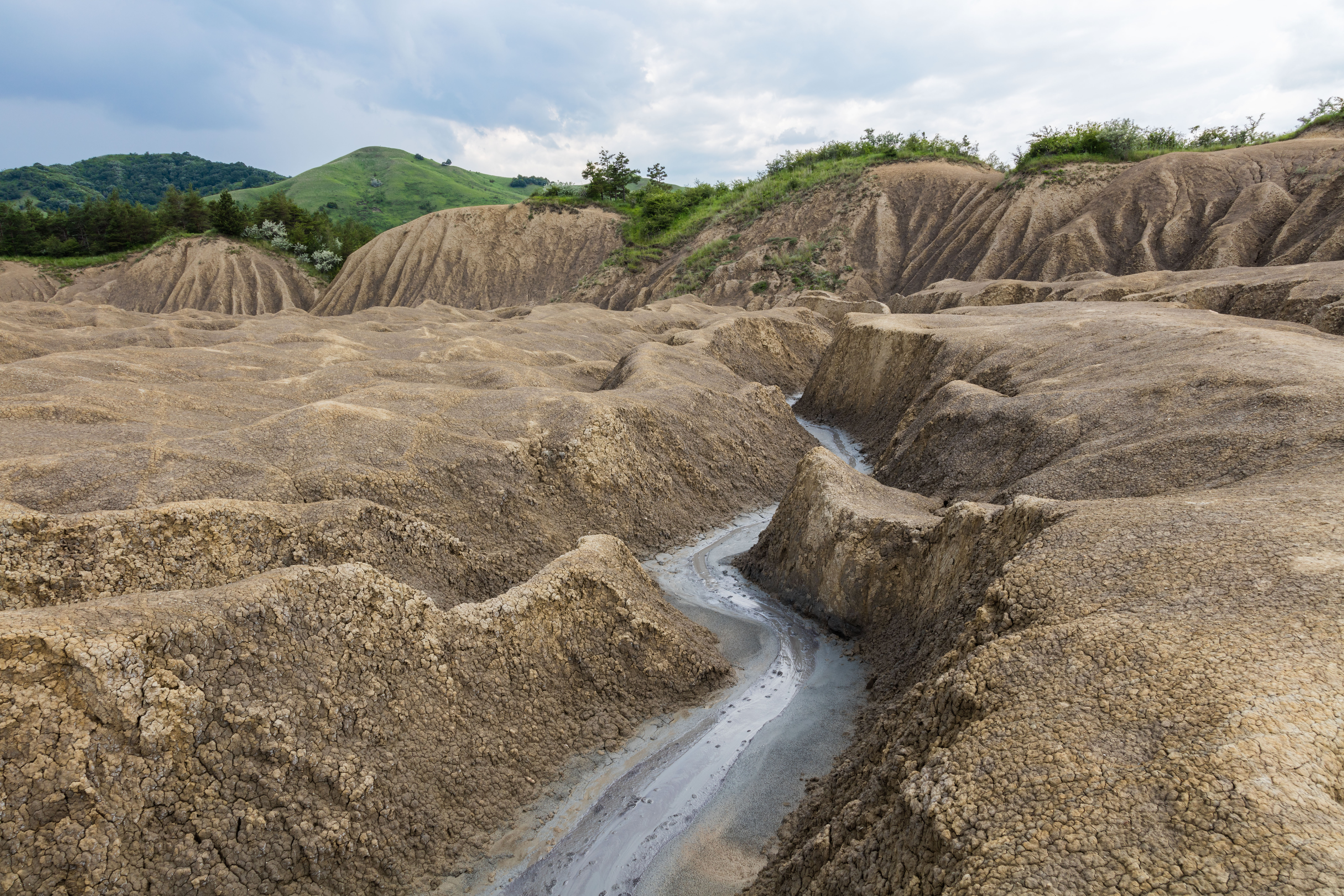
Panorama del territorio

L'eruzione dei gas da 3000 metri di profondità verso la superficie attraversa strati di argilla e acqua, spingendo verso l'alta acqua salata e fango, così che questi sgorgano dalla bocca dei vulcani, mentre il gas emerge in forma di bolle. Il fango secca sulla superficie creando strutture relativamente solide, simili a un vulcano reale in miniatura. Il fango che sgorga è freddo, dato che proviene dalla crosta continentale e non dal mantello terrestre.
La riserva è unica in Romania. Nel resto d'Europa si verificano fenomeni simili in Italia sull'Appennino settentrionale e in Sicilia, in Ucraina sulla penisola di Kerč', in Russia sulla penisola di Taman' e in Azerbaigian.

## Gas
Ci sono diversi siti e l'analisi dei gas pur variando da luogo a luogo mostra che sono composti principalmente da metano, con un 10-25% di elio, 2-15% di azoto e circa il 2% di anidride carbonica.

## Flora
A causa dell'alta salinità del suolo la vegetazione è scarsa o assente e questo crea uno strano paesaggio lunare. Comunque questo tipo di ambiente è favorevole ad alcune rare specie di piante, come la Nitraria schoberi e l'Obione verrucifera.

## Turismo
Il fenomeno può essere osservato in due località distinte vicino al comune di Berca, chiamate "il piccolo vulcano di fango" e "il grande vulcano di fango". Il territorio circostante è rotto da burroni tagliati dall'acqua e poiché si deve camminare sulla crosta del fango secco l'accesso è permesso solo nei giorni soleggiati.

## Galleria d'immagini

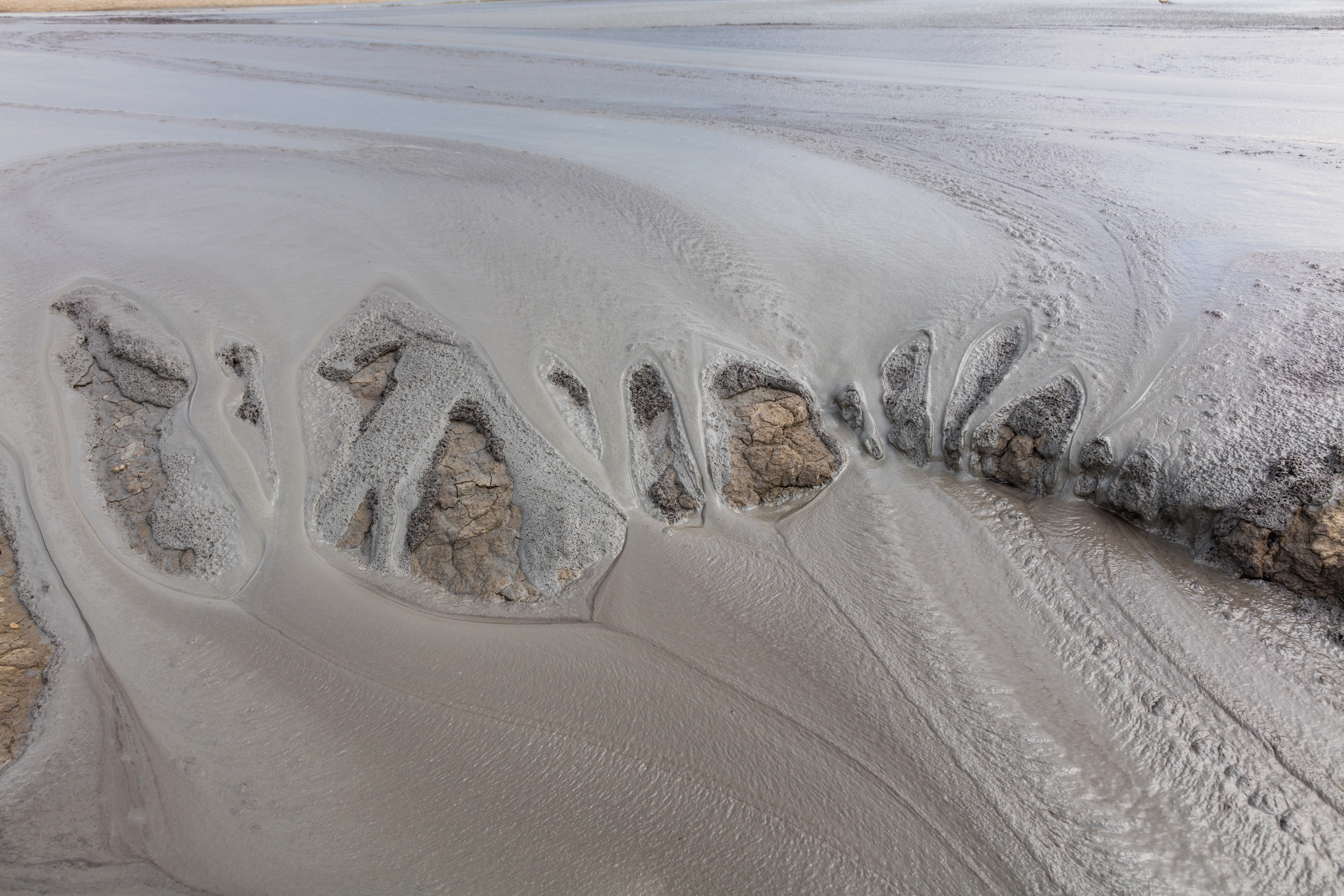
Vista in dettaglio del fango
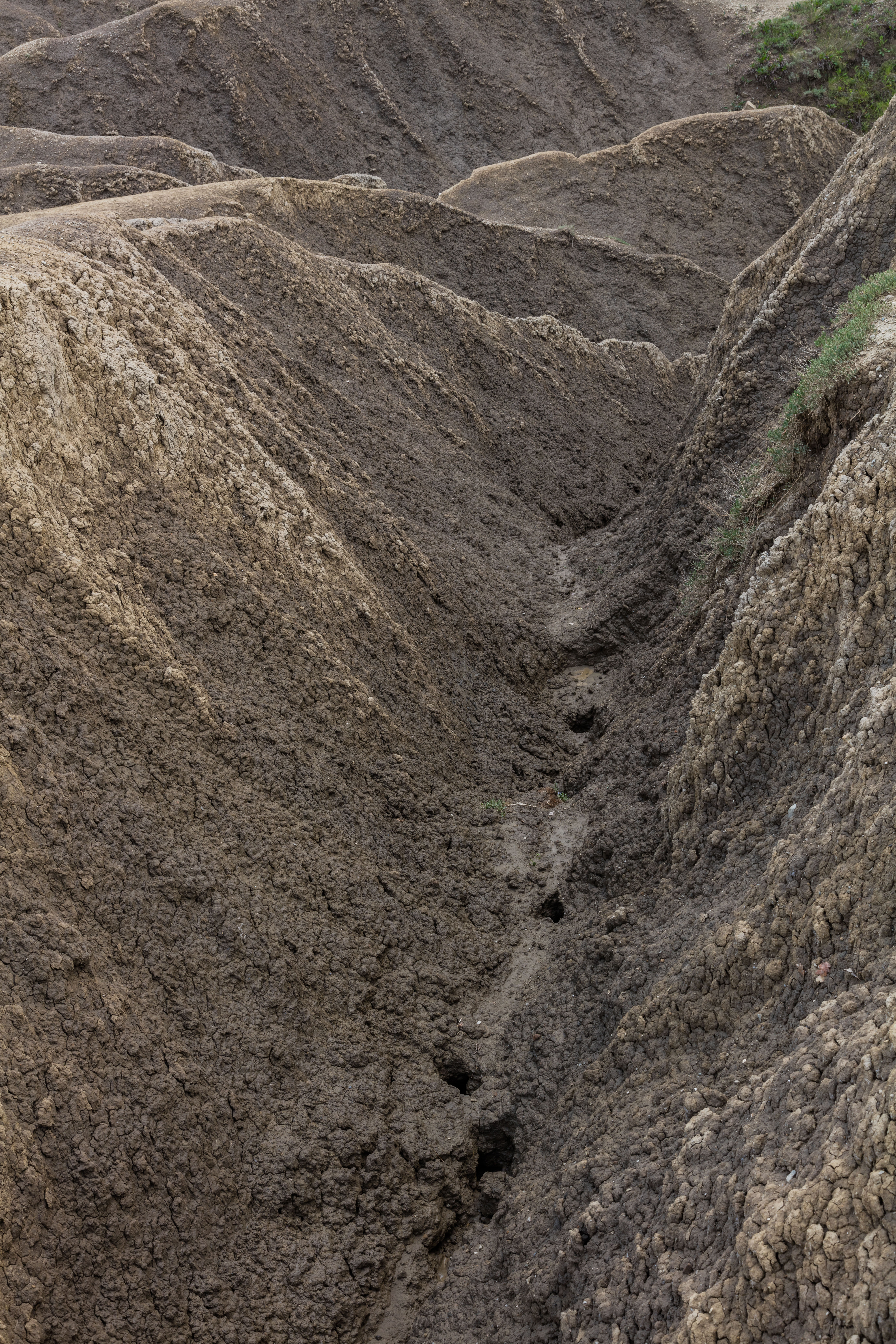
Vista del flusso di fango dalla base
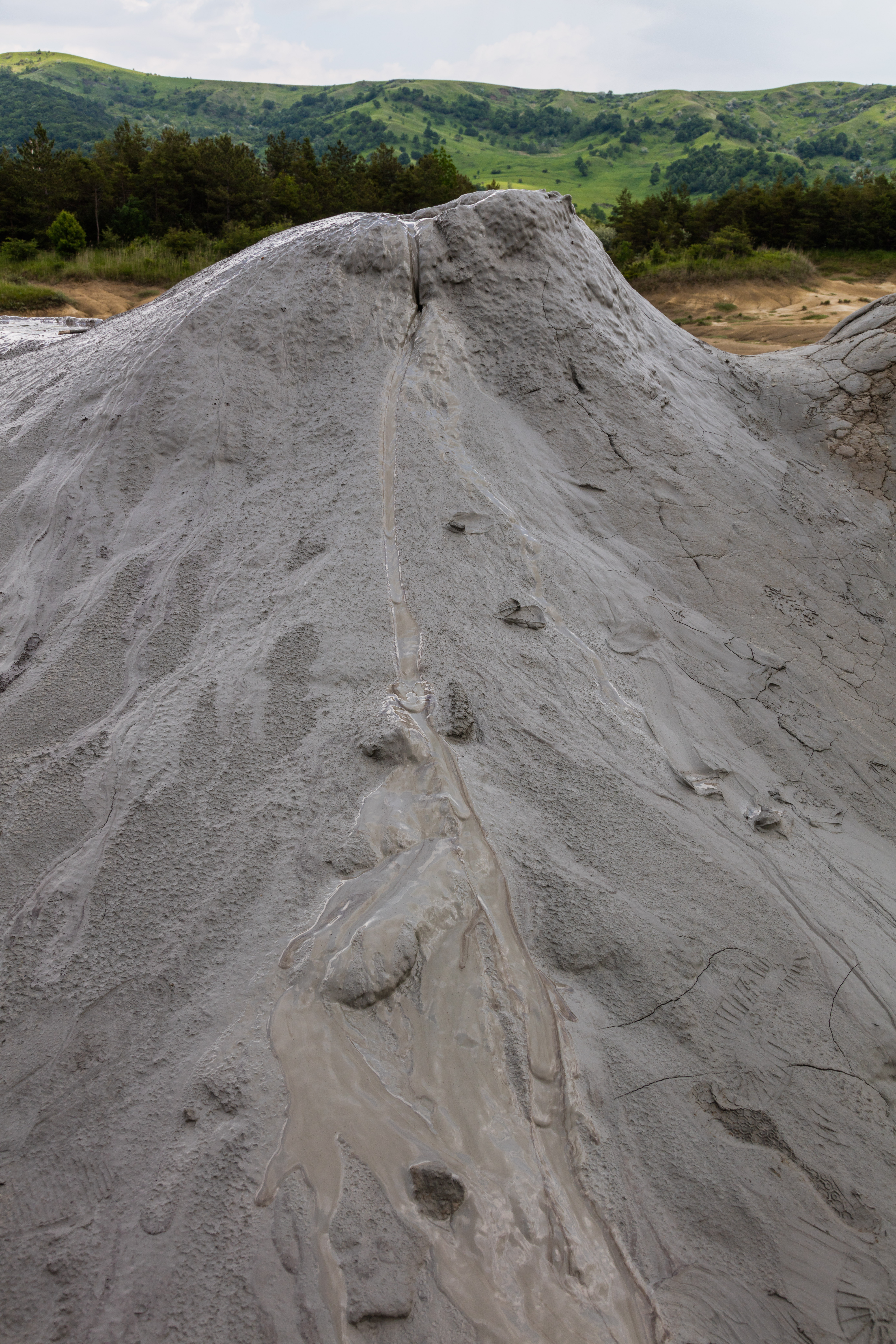
Un piccolo, ma attivo, vulcano di fango
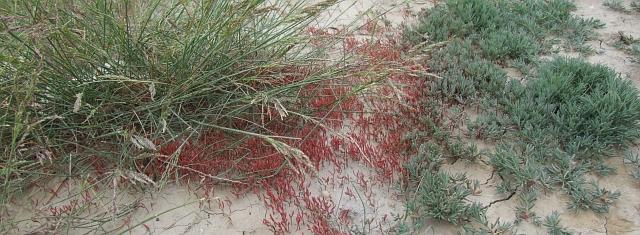
Vegetazione dalla base di un vulcano di fango
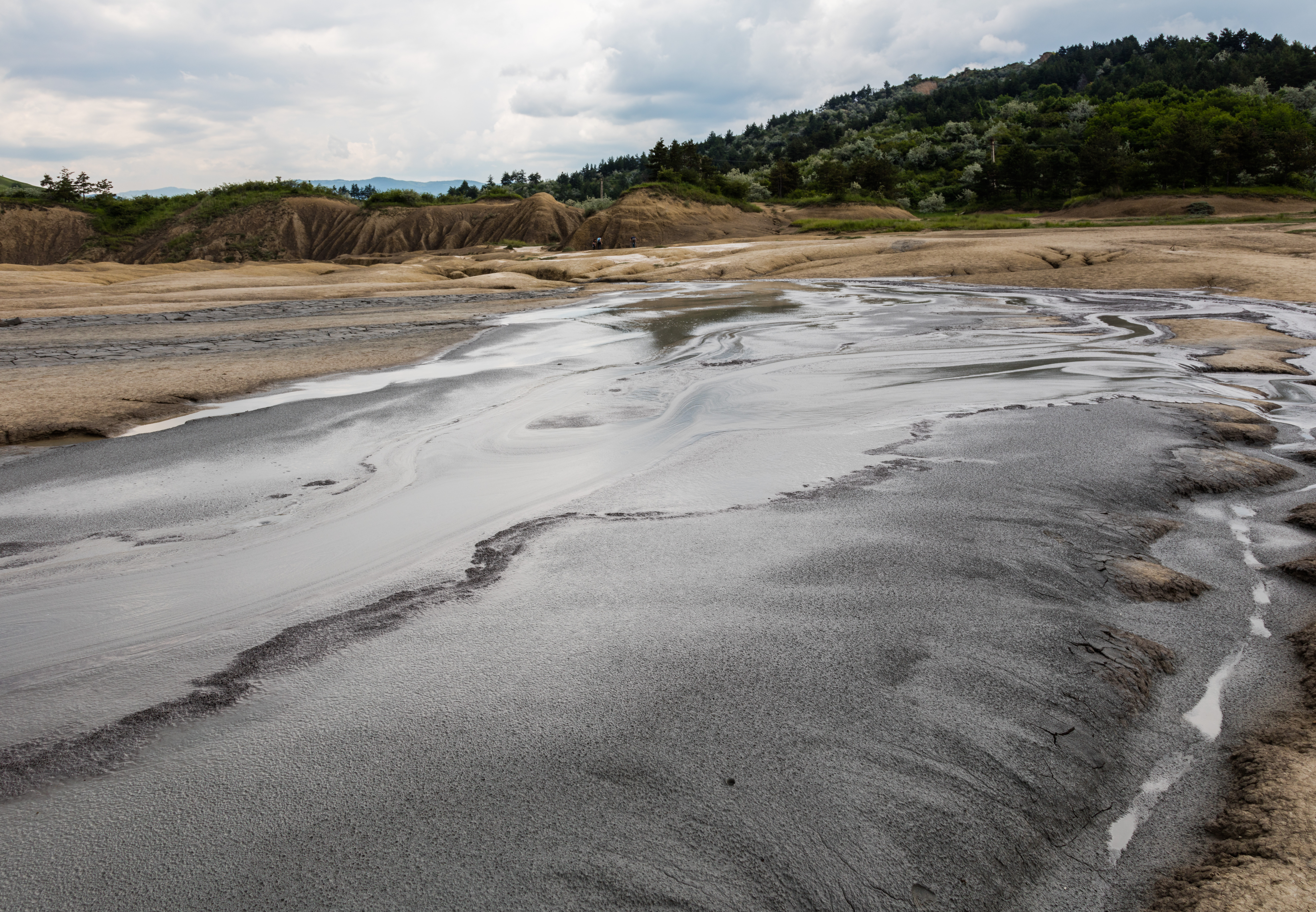
Fango che scorre
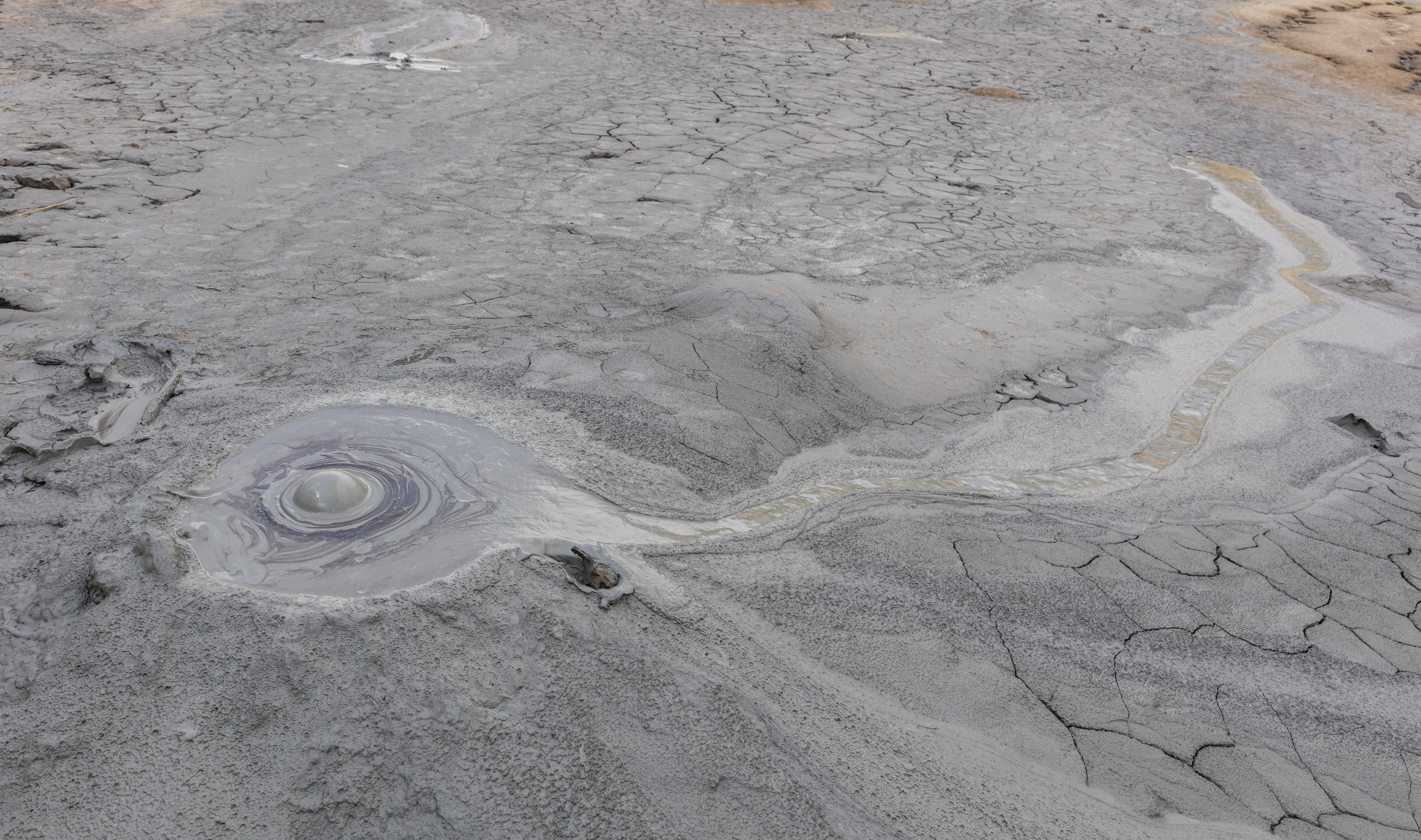
Bolla di gas che esce dalla bocca di un vulcano di fango
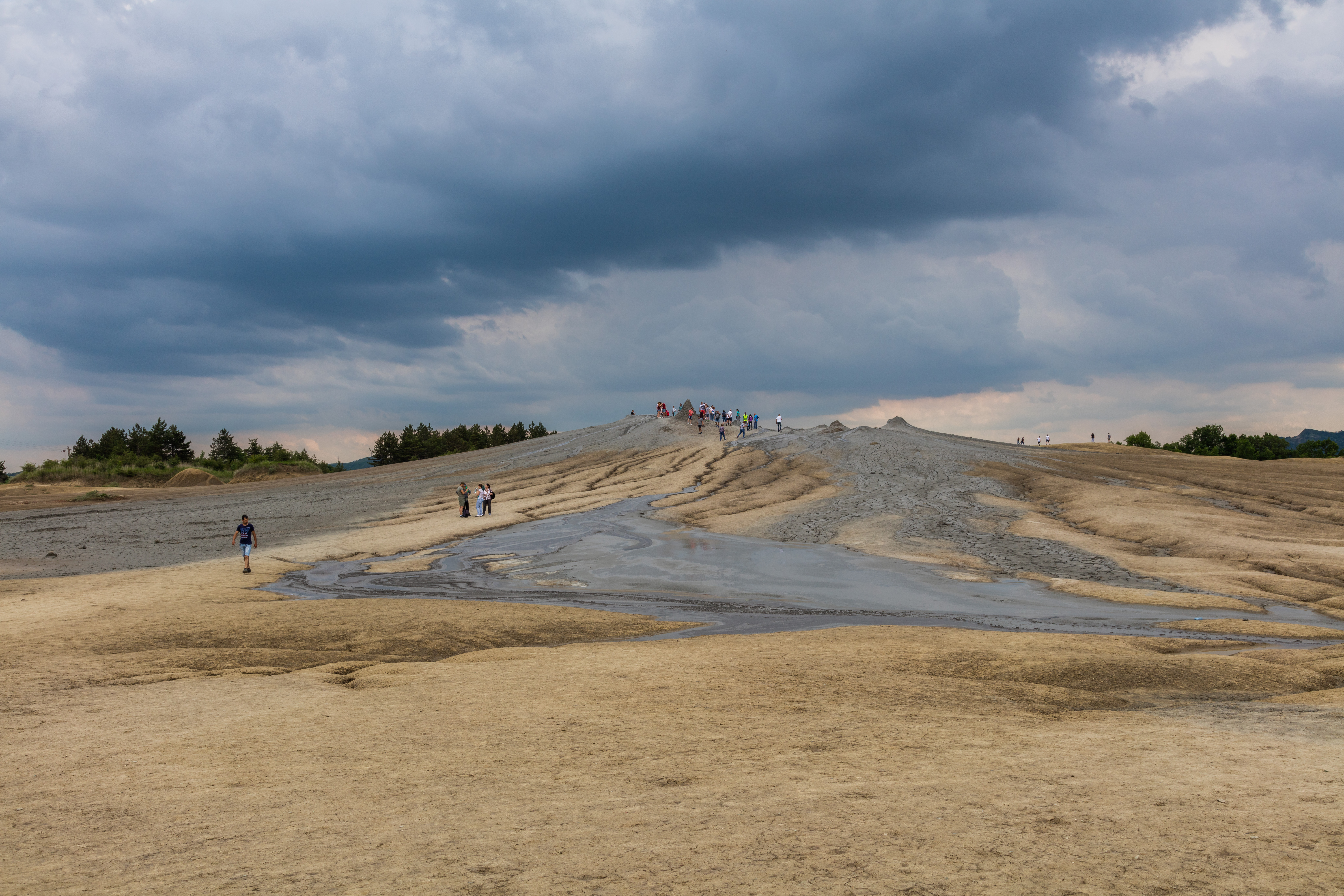
Panorama generale
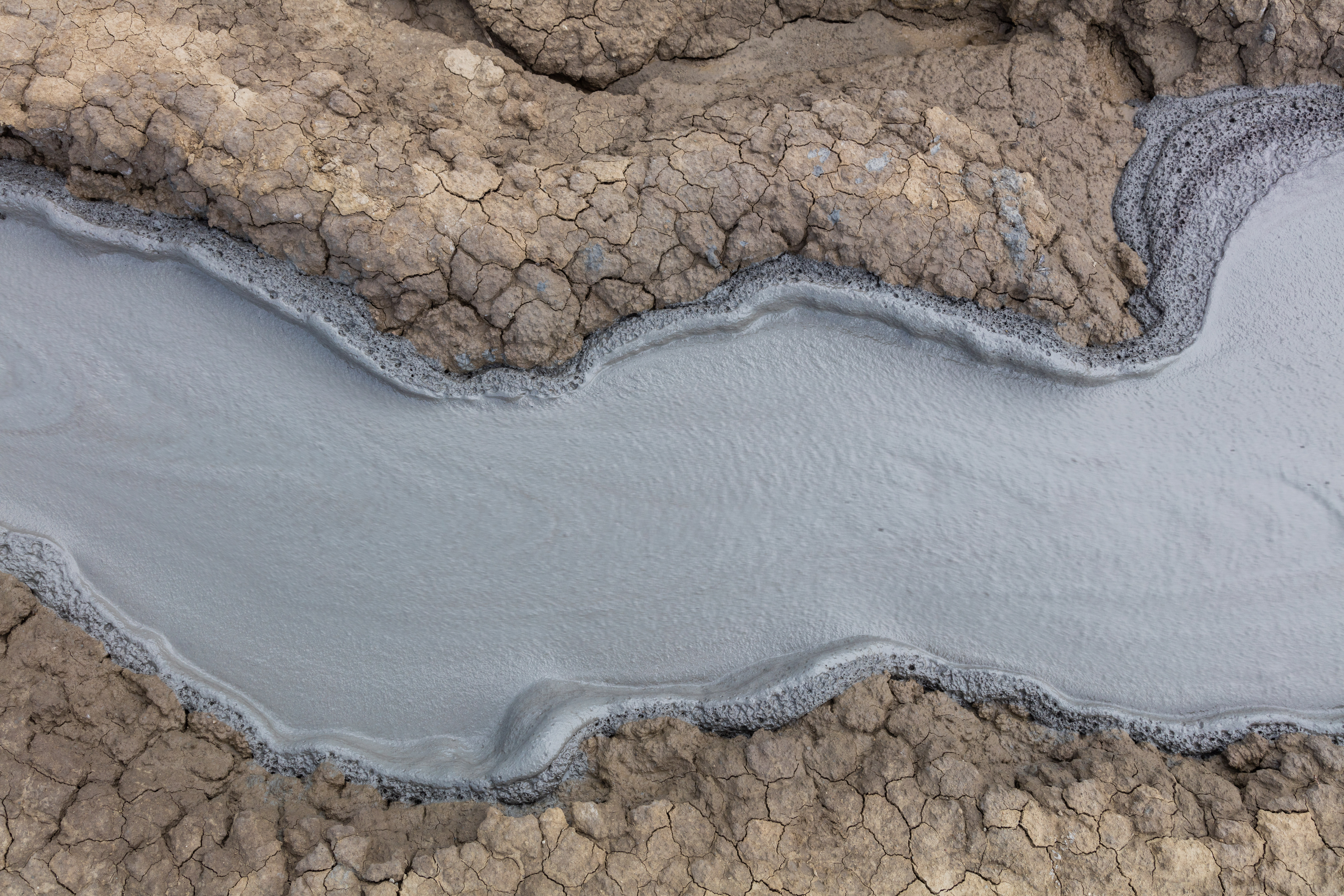
Canale di fango
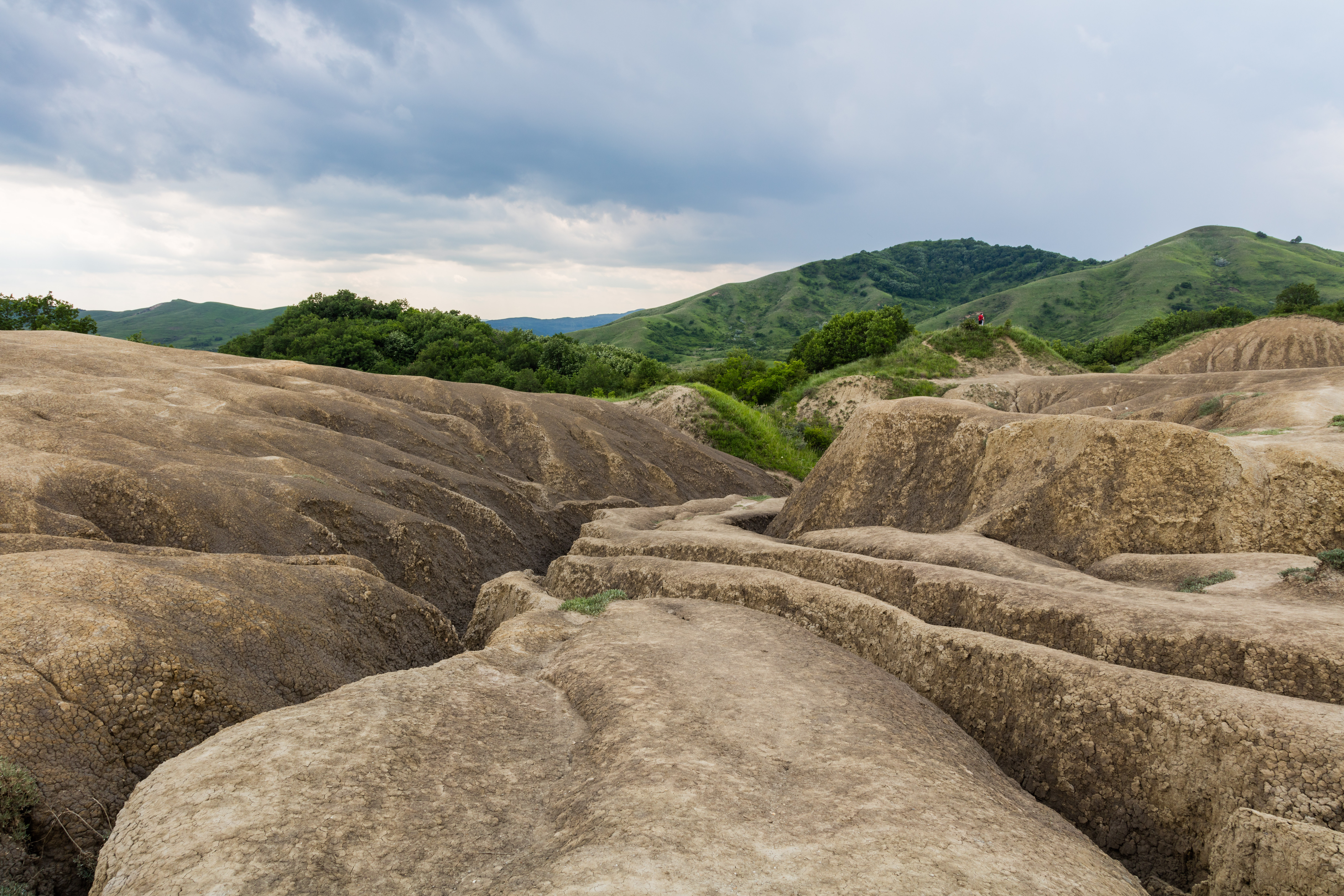
Il territorio creato dai canali di fango